# Tenzin Rabgye
Tenzin Rabgye (1638 – Tango, 1696) è stato un sovrano bhutanese, quarto Druk Desi del paese dal 1680 al 1694.
Si ritiene che sia stato il primo ad aver classificato formalmente le zorig chusum (cioè le tredici arti tradizionali del Bhutan). Nel 1688 partecipò ai lavori di ammodernamento del monastero del Tango, a circa 14 chilometri a nord della città di Thimphu, mentre nel 1692 diede avvio alla costruzione del monastero di Taktsang, una delle icone più famose di tutta la regione himalayana.
Tenzin Rabgye era figlio di Tshewang Tenzin e Damchoe Tenzima (figlia del lama di Chang Gangkha). Nato nel 1638, ricevette una rigida educazione religiosa sin dall'infanzia, nel solco della tradizione del lignaggio Drukpa. Fu proprio la sua grande conoscenza della religione che ne favorì l'ascesa al trono e che gli permise di governare il paese nel rispetto tanto delle leggi civili quanto dei precetti religiosi.